# Artiom Deleanu
Artiom Deleanu (1999) es un deportista moldavo que compite en lucha grecorromana. Ganó dos medallas en el Campeonato Europeo de Lucha, en los años 2024 y 2025, ambas en la categoría de 55 kg.

## Palmarés internacional
| Campeonato Europeo | Campeonato Europeo      | Campeonato Europeo | Campeonato Europeo |
| Año                | Lugar                   | Medalla            | Categoría          |
| ------------------ | ----------------------- | ------------------ | ------------------ |
| 2024               | Bucarest (Rumania)      | Medalla de oro     | 55 kg              |
| 2025               | Bratislava (Eslovaquia) | Medalla de bronce  | 55 kg              |